# Чернітка золотолоба
Чернітка золотолоба (Myioborus ornatus) — вид горобцеподібних птахів родини піснярових (Parulidae). Мешкає в Колумбії і Венесуелі.

## Опис

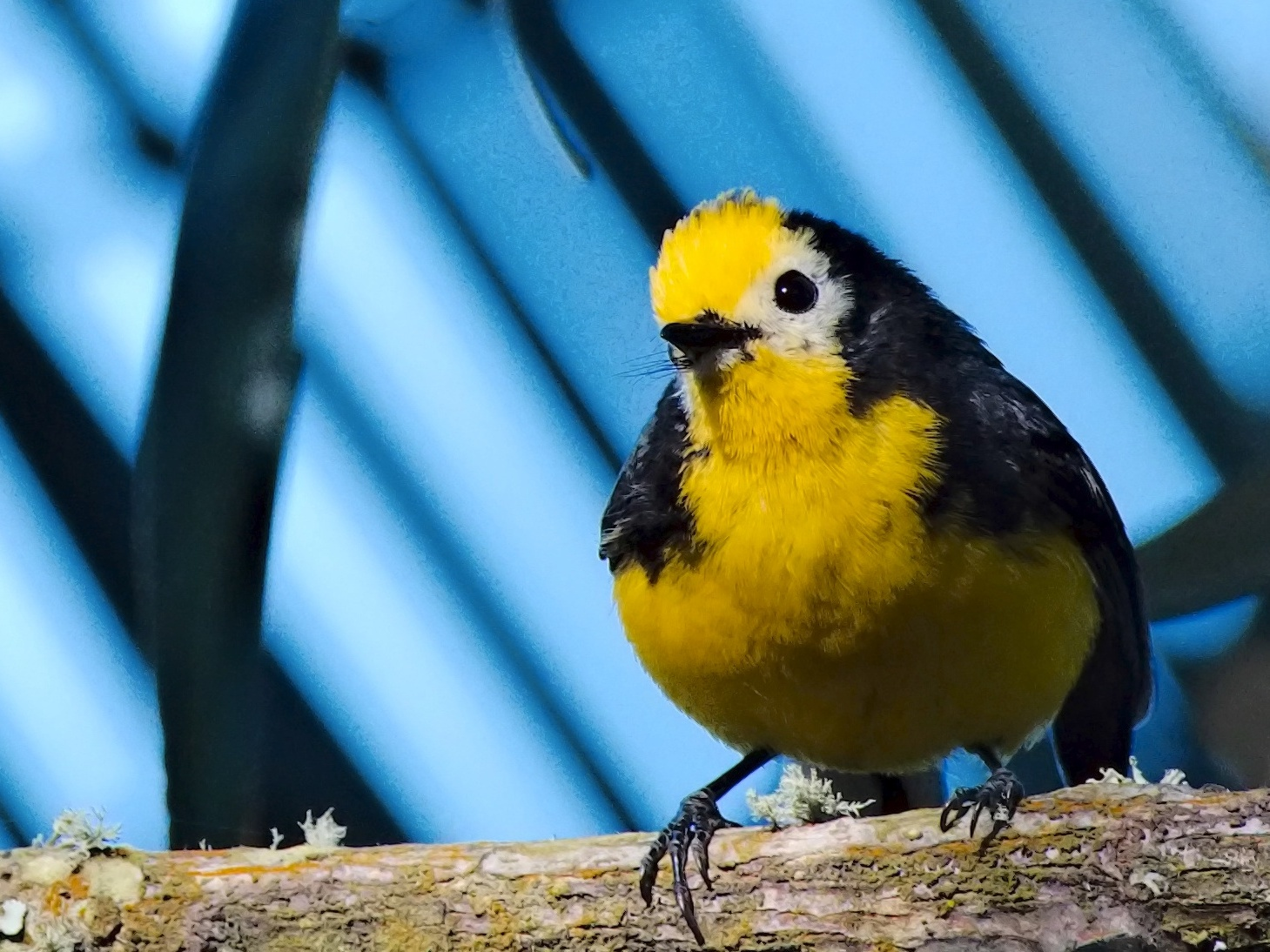
Золотолоба чернітка (номінативний підвид)

Довжина птаха становить 13-13,5 см. Довжина крила самця становить 6,9—7,5 см, довжина крила самиці 6,5-7,1 см. У представників номінативного підвиду лоб і тім'я жовті, бічні сторони голови білі, потилиця чорна, верхня частина тіла темно-сіра з оливковим відтінком. Крила чорні, рульові пера білі. Нижня частина тіла жовта, нижні покривні пера хвоста білі. Лапи і дзьоб чорні. Виду не притаманний статевий диморфізм.
У представників підвиду M. o. chrysops бічні сторони голови жовті, пляма на тімені світліша і має оранжевий відтінок. Нижня частина тіла жовта з оранжевим відтінком.

## Підвиди
Виділяють два підвиди:
- M. o. ornatus (Boissonneau, 1840) — східна Колумбія і крайній захід Венесуели;
- M. o. chrysops (Salvin, 1878) — центральна Колумбія.

Деякі дослідники вважають підвид M. o. chrysops окремим видом Myioborus chrysops.

## Поширення і екологія
Золотолобі чернітки живуть в гірських і хмарних лісах Анд на висоті від 2000 до 3400 м над рівнем моря, однак найчастіше зустічаються на висоті понад 2400 м над рівнем моря. Харчуються комахами та іншими безхребетними, яких ловить в польоті або шукає в кронах дерев. Гніздо чашоподібне, відкрите. В кладці 3-5 яєць білого кольору, поцяткованих рудувато-коричневими плямками.